# Чалаубані
Чалаубані (груз. ჩალაუბანი) — село в Грузії.
За даними перепису населення 2014 року в селі проживає 897 осіб.